# Androgeonias
En la Antigua Grecia, se conocían como androgenias a las fiestas celebradas en honor de Androgeo. 
Por haber obtenido todos los premios en las panateneas, Androgeo fue asesinado por la juventud de Megara y Atenas. Sitiados y tomados estos sitios por Minos, padre de Androgeo entre las duras condiciones que les impuso se encontraba la de celebrar estas fiestas que tenían lugar el 29 hecatombeon. 